# 중국 잔류 일본인

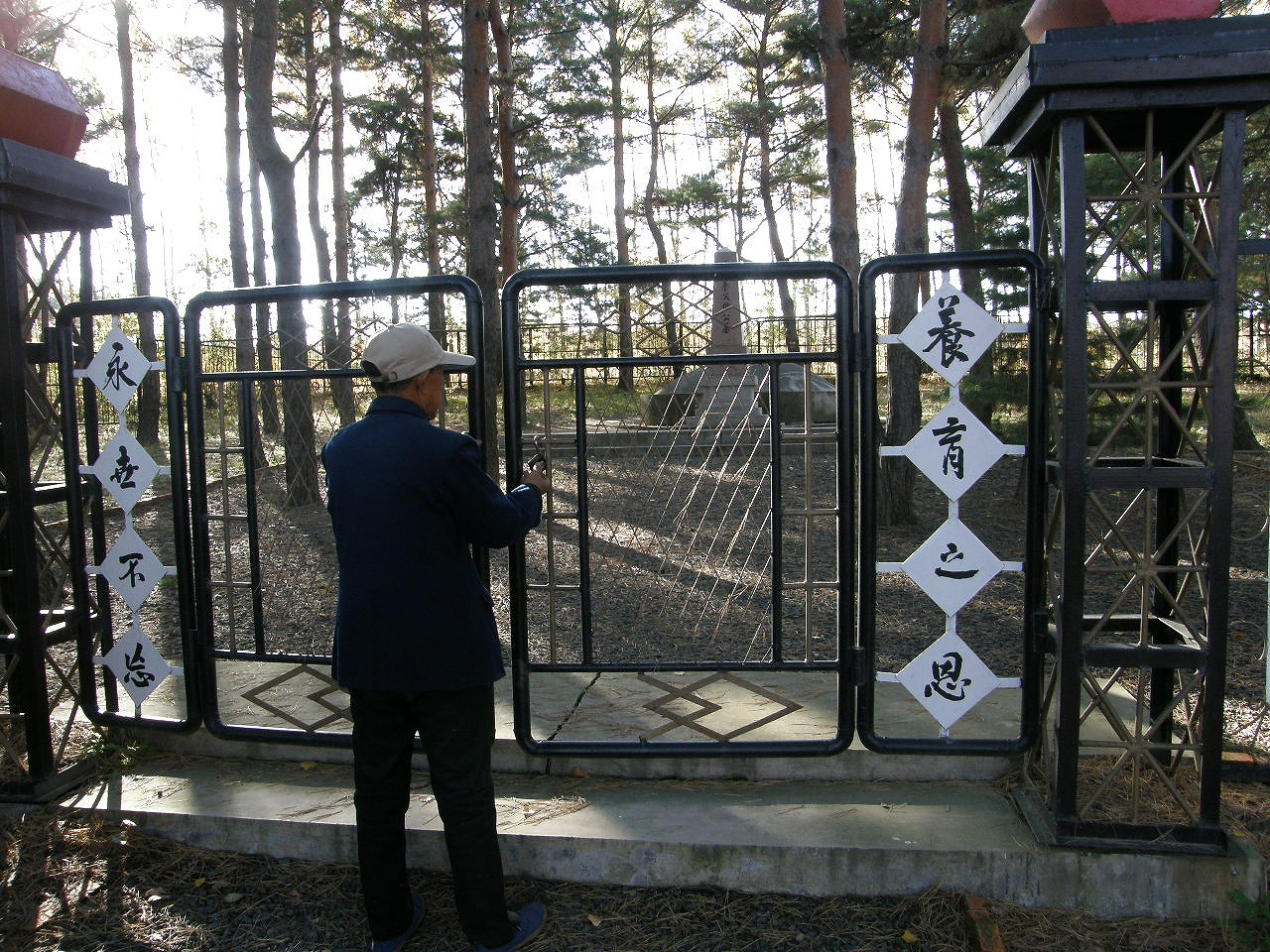
중국 잔류 일본인들을 위한 공동 묘지
(팡정 현 소재)

중국 잔류 일본인(일본어: 中国残留日本人 주고쿠 잔류 니혼진[*], 중국어: 遺華日僑, 영어: Japanese orphans in China)은 만주를 비롯한 중국 각지로 이주해 왔다가 제2차 세계 대전 말기에, 소비에트 연방의 만주 진주와 관동군의 퇴각 등 복잡한 정세로 인해 일본으로 돌아가지 못한 채 남아있는 일본인들을 가리키는 말이다.
이들은 대부분 어린 시절에 일본으로 돌아가지 못하고 고아가 되었는데, 80년대 이후 대체적으로 일본으로 돌아왔으나, 이들 중 약 9할은 일본어를 구사하지 못한다. 또한 8할 이상이 중국 각지에서 중노동 현장에 종사하였고, 교육 수준이 낮기 때문에, 일본으로 돌아온 뒤에도 생활 보호 계층에 들어가 일본 정부의 지원금, 민간 단체의 기부금으로 생계를 이어나가고 있다. 2차 세계 대전 이후에, 중국에 남아 있는 일본인은 약 2,700명이며, 이 중 2,476명과 잔류자의 일가족 등 3,775명이 2011년까지 일본으로 돌아왔다.

## 참고 문헌
- Chan, Yeeshan (2011), 《Abandoned Japanese in Postwar Manchuria: The Lives of War Orphans and Wives in Two Countries》, Japan Anthropology Workshop Series, Routledge, ISBN 978-0-415-59181-2
- Itoh, Mayumi (2010), 《Japanese War Orphans in Manchuria: Forgotten Victims of World War II》, Palgrave Macmillan, ISBN 978-0-230-62281-4